# Гоздаво-Голомбиевский, Александр Александрович
Алекса́ндр Алекса́ндрович Гоздаво-Голомбиевский (8 [20] января 1863, Петровск, Саратовская губерния — 25 августа [7 сентября] 1913, Прохладная, Кавказская губерния) — потомственный дворянин Саратовской губернии, российский историк. Помощник статс-секретаря Государственного совета и архивариус Государственной канцелярии. Действительный статский советник с 1912 года.
Гоздаво-Голомбиевский являлся специалистом по истории России XVIII века, занимался публикацией документов этого периода. Известен также своими трудами, посвященными истории Саратова. Написал историю Разрядного архива.

## Биография
Родился 8 (20) января 1863 года в городе Петровске Петровского уезда Саратовской губернии (ныне — в Петровском районе Саратовской области). До пятого класса учился в Саратовской гимназии, затем с 1874 по 1882 год — в гимназии при Лазаревском институте в Москве. Был сокурсником Николая Ардашева, знаком с его братом Павлом Ардашевым. После его окончания гимназии поступил в Императорский Московский университет на историко-филологический факультет. Был слушателем лекций Василия Осиповича Ключевского. Окончил университет со степенью кандидата.
16 (28) октября 1886 года поступил на службу в Московский архив Министерства юстиции, где последовательно занимал должности столоначальника, младшего помощника редактора описей и изданий архива (с 1 (13) января 1888 года), и. о. старшего помощника архивариуса (c 1 (13) октября 1888 года), секретаря управляющего архива Н. В. Попова, редактора описей и изданий архива (c 18 (30) сентября 1897 года), старшего делопроизводителя архива (с 1 (13) января 1898 года по 29 мая (11 июня) 1904 года).
После этого перешёл на службу в Санкт-Петербург на должность архивариуса в архив Государственного совета. Одновременно Голомбиевский был приглашён великим князем Николаем Михайловичем в качестве личного секретаря для работы над изданием «Русские портреты XVIII и XIX столетий». 13 (26) декабря 1910 года был назначен помощником статс-секретаря Государственного совета (сверх штата), оставаясь при этом на службе в архиве. Принял участие в работе над многотомным изданием «Опись дел архива Государственного совета».
Принял участие в формировании библиотеки Саратовской учёной архивной комиссии, на основе которой в последующем был создан Государственный архив Саратовской области.
В 1910 году исследовал сенсацию вокруг изображения Богоматери в бывшей резиденции А. А. Аракчеева; согласно сенсации, лик Богоматери являлся портретом Анастасии Минкиной — любовницы Аракчеева.
Скончался в поезде в 11 часов утра 25 августа (7 сентября) 1913 года, не доезжая до станции Прохладная.

## Членство в организациях
Состоял в следующих общественных организациях:
- член Императорского Русского исторического общества с 11 (24) марта 1908 года, избран секретарём общества 18 (31) марта 1911 года;
- действительный член Саратовской учёной архивной комиссии с 1888 года, с 1912 — почётный член;
- член Тамбовской учёной архивной комиссии с 1889 года;
- член Рязанской учёной архивной комиссии с 1890 года;
- член Нижегородской учёной архивной комиссии с 1892 года;
- член Воронежской учёной архивной комиссии с 1906 года;
- член Витебской учёной архивной комиссии с 1909 года;
- член-корреспондент (1890) и действительный член (1908) Императорского Московского археологического общества;
- член-соревнователь (1892) и действительный член (1907) Императорского общества истории и древностей Российских;
- действительный член Московского археологического института, в котором в 1907 году был избран преподавателем по кафедре архивоведения, но лекций не читал;
- член-учредитель и пожизненный член историко-родословного общества в Москве (1905);
- член церковно-археологического отдела при Обществе любителей духовного просвещения (1910);
- член Императорского общества любителей естествознания, антропологии и этнографии (1912);
- член Императорского Русского военно-исторического общества с 25 ноября (8 декабря) 1907 года.

## Основные труды
Ниже представлен список основных трудов учёного в прямом хронологическом порядке:
- Голомбиевский, А. А. История Разрядного архива (1711—1812). — М., 1888. — Т. 5. — (Описание документов и бумаг МАМЮ).
- Голомбиевский, А. А. Материалы для истории колонизации Саратовской губернии // Труды Саратовской учёной архивной комиссии. — 1890. — Т. 3, вып. 1.
  - Голомбиевский, А. А. Материалы для истории колонизации Саратовской губернии // Труды Саратовской учёной архивной комиссии. — 1891. — Т. 3, вып. 2.
- Материалы для истории г. Саратова : Записи книг Печатного приказа (1650—1675 гг.) / Сообщил А. Голомбиовский. — М. : Университетская типография, 1892. — 26 с.
- Голомбиевский, А. А. Сотрудники Петра Великого [Текст] : граф П. И. Ягужинский, князь А. Д. Меншиков. — М. : Университетская тип., 1903. — 117 с.
- Голомбиевский, А. А. Биография князя Г. Г. Орлова : граф П. И. Ягужинский, князь А. Д. Меншиков. — М. : Университетская тип., 1904. — 58 с.